# 김삼수 (조직폭력배)
김삼수(1921년경 ~ 1987년)는 대한민국의 조직폭력배다.

## 김삼수를 연기한 배우
- 《야인시대》(2002~2003) - (배우: 성우진)